# Krotowka (rejon kiniel-czerkaski)
Krotowka (ros. Кротовка) – wieś (sieło) w Rosji, w obwodzie samarskim, w rejonie kiniel-czerkaskim. W 2010 liczyła 5668 mieszkańców.